# Lithocarpus sericobalanos
Lithocarpus sericobalanos E.F.Warb. – gatunek roślin z rodziny bukowatych (Fagaceae Dumort.). Występuje endemicznie na Borneo. 

## Morfologia
PokrójZimozielone drzewo dorastające do 50 m wysokości. Pień wyposażony jest w korzenie podporowe. Kora jest spękana lub łuszcząca się i ma brązową barwę.
LiścieBlaszka liściowa jest skórzasta i ma eliptyczny kształt. Mierzy 10–13 cm długości oraz 3–5 cm szerokości, ma nasadę od ostrokątnej do zaokrąglonej i spiczasty wierzchołek. Ogonek liściowy jest nagi i ma 10 mm długości.
OwoceOwłosione orzechy o długości 18–20 mm. Osadzone są pojedynczo w łuskowatych miseczkach mierzących 30–45 mm średnicy.

## Biologia i ekologia
Rośnie w lasach. Występuje na wysokości do 1200 m n.p.m.